# Regniéville
Regniéville, également appelé Regniéville-en-Haye, est un village et une ancienne commune de Meurthe-et-Moselle, détruit durant la Première Guerre mondiale, aujourd'hui intégrée à la commune de Thiaucourt-Regniéville. Regniéville forme une exclave par rapport au territoire de la commune.

## Géographie
L'ancien village de Regniéville était situé sur l'une des parties les plus élevées du plateau de Haye, le long de la route départementale 15 reliant Nancy à Verdun en passant par Pont-à-Mousson.
Le centre du village était situé à une altitude de 320 mètres avec des points culminants à 330 et 340 mètres

## Toponymie
Anciennes mentions : Rignieiville et Rigneville (1283), Regnyville (1587), Regniéville-en-Heys (1779), Regnieville (1793), Regniéville (1801).

## Histoire

### Avant 1914
Le premier texte mentionnant ce village est un acte de vente, daté de 1283, par lequel Jean de Ronne, chevalier, vend à Jacomin de Maidières tout ce qu'il détient de Regniéville et de Lirouville. Le comte de Bar, Thiébaut II, qui exerçait un droit d'autorité sur ces domaines, confirme cette vente.
Une déclaration de 1573 établit que le duc de Lorraine est, en haute justice, seul souverain de Regniéville. Sur la foi du serment il institue pour prévôt l'officier de son château de Prény.  
En 1619, par suite d'un accord entre Louis de Guise comte de Boulay baron d'Apremont et le couvent de Sainte-Marie, il est enjoint aux habitants de Regniéville d'aller moudre aux moulins de Gaulange et de Vilcey-sur-Trey
Le portail de l'église Saint-Firmin était daté de 1787, avec un chœur  et fenêtres à ogive plus ancien. 
Le village possédait une école depuis 1788.
Durant les invasions de 1814 et 1815, les réquisitions furent accablantes.
En 1841, le village qui était habité par 338 habitants, n'était plus que de 151 habitants avant la guerre. 
Dans la nuit du 13 au 14 août 1870, durant la guerre franco-prussienne, les Allemands venant de Pont-à-Mousson exercèrent à Regniéville des réquisitions puis obligèrent les localités voisines (Fey-en-Haye, Remenauville, Limey, Euvezin à emmagasiner vivres et fourrages (laitage, pain, lard, paille, foin, avoine) en la mairie même. 
Dans la nuit du 16 au 17 août 5 000 hommes étaient campés autour de Regniéville et 3 000 autres logeaient dans les maisons en cantonnement serré. Vers 11 h du soir, l'ordre de départ pour le champ de bataille fut donné. Toutes les fournitures amenées les deux jours précédents et déposées sous bonne garde allemande furent rapidement enlevées pour suivre le corps d'armée dont les troupes venaient de Remenauville, Limey, Lironville, Noviant-aux-Prés...
C'est le 17 août, la veille de la bataille de Gravelotte, qu'eurent lieu les pillages des maisons par les troupes allemandes.
En 1872, le village avait vu l'arrivée d'une brigade composée de 12 douaniers, avec leurs familles soit 34 habitants supplémentaires, en raison de la proximité de la nouvelle frontière à la suite de l'annexion allemande conformément au traité de Francfort mettant fin à la guerre de 1870.
L'activité du village était principalement agricole  : on y cultivait du blé, de l'avoine, du seigle, de l'orge, de la pomme de terre...
Le village se composait de :
- 16 agriculteurs propriétaires
- 2 apiculteurs
- 1 aubergiste
- 1 boulanger
- 1 charron
- 1 cordonnier
- 1 couturière
- 1 épicier
- 2 fermiers
- 1 forgeron
- 1 marchand d'étoffes
- 2 menuisiers
- 1 mercier
- 1 perruquier
- 1 vannier
- 2 vitriers

### Pendant la guerre
Lors de la déclaration de guerre, les troupes françaises occupent le village et le mettent en défense, pensant que les troupes allemandes, partant de Metz, vont contourner les défenses de Verdun par le Sud. La population n'est pas évacuée.
Le 3 septembre 1914, les premières incursions de uhlans sont repoussées par les fantassins du 368e RI, qui occupent également les villages de Limey, Fey et Remenauville. Celles-ci sont rapidement suivies par une attaque de la 33e Réserve Infanterie Division allemande qui déferlant par les vallées de la Moselle et du Rupt de Mad s'empare le 5 septembre du village évacué par les troupes françaises.
Après avoir résisté à Mamey et dans la forêt de Puvenelle, les Français se replient plus au Sud afin d'organiser une ligne de défense face aux Allemands qui s'infiltrent le long de la rive gauche de la Moselle.
Après avoir bloqué, l’offensive allemande, les troupes françaises reprennent l’offensive et reconquièrent une partie du terrain perdu. Les Allemands tenus en échec sur la Marne et au Grand-Couronné, se replient dans la plaine de Woëvre et abandonnent le village le 15 septembre. Mais les Français ne profitent pas de cet avantage et, devant le calme relatif de cette partie du front le dégarnissent tandis que de nombreux renforts allemands sont annoncés.
Le 19 septembre, le XIVe corps badois lance une attaque entre Thiaucourt et Pont-à-Mousson et le 8. Ersatz-Division (de) s’empare de Regniéville.
Dans les jours qui suivent de furieux combats ont lieu autour de Mamey, Lironville et Limey. Les Français regagnent du terrain et le 25 septembre les Allemands abandonnent leurs positions avancées et, se repliant de quelques kilomètres sur une ligne de tranchées solidement aménagées.
Le front s'organise à quelques centaines de mètres en avant de Regniéville. La population restante est alors évacuée par l'occupant en direction de Thiaucourt puis Metz avant de rejoindre un camp en Allemagne puis d'être finalement rapatriée par la Suisse vers la Savoie.
Lors de l'offensive de printemps, qui a pour but la réduction du Saillant de Saint-Mihiel, les troupes françaises attaquent dans l'axe Regniéville-Thiaucourt et reprennent le village. L'artillerie n'ayant pas réussi à détruire les réseaux de défenses la ligne de front est reportée à 200 mètres au nord du village. 
Il n'y aura plus d'actions majeures sur ce secteur jusqu'à la fin des combats. 
Le village connaitra toutefois de nombreux duels d'artillerie et coups de mains,
Le 12 septembre 1918, la 1re armée américaine lance une opération visant à réduire le saillant de Saint-Mihiel.
À 1h00 du matin, les 3 000 pièces d'artillerie franco-américaine déversent un déluge de feu  sur les lignes allemandes.
À 4h30, les mitrailleuses arrosent les abords du village et les bois environnants, avant que les fantassins du 6e régiment d'infanterie américain (en) de la 5e division s'élancent à travers le village, qui n'est que ruines, sans rencontrer de résistance.
À 6h30, les chars français font leur entrée dans le village. Leur progression est difficile du fait du terrain bouleversé et détrempé.
C'est ensuite au tour du 7e bataillon de génie américain (en) d'occuper le village. Celui-ci entreprend de rétablir la circulation  en direction de Thiaucourt pour les troupes de soutien et d'appui. La route traversant Regniéville est impraticable du fait des bouleversements de terrain dus aux bombardements, des pièges et mines placés par les Allemands, les engineers se servent alors des matériaux trouvés sur place détruisant alors totalement le village.
Les Américains installeront dans le village un hôpital de campagne, le « 12th Dressing Station ».

### Après la guerre
À la fin de la guerre, le village est totalement détruit. De l'église, dont il ne subsiste que le soubassement du clocher, les fermes, dont certaines étaient plus que centenaires, les champs, les vergers et les prés sont totalement dévastés. Le terrain miné et creusé de tranchées sur des kilomètres ressemble davantage à une planète morte qu'au village d'antan, il est décidé de ne pas reconstruire le village. 
En 1923, l'État rachète les terrains et les remet à l'administration des Eaux et Forêts en 1925 qui y crée la forêt domaniale de Front de Haye dans laquelle se situent les trois villages détruits de Remenauville, Regniéville et Fey-en-Haye.
En mémoire du village, une chapelle commémorative est construite sur les ruines de l'ancienne église du village et inaugurée le 21 septembre 1930.
 Le 1er octobre 1942, la commune (dont l'ancien code INSEE est 54448) est rattachée à la commune de Thiaucourt. Afin que le nom du village martyr perdure, le 22 décembre 1962, la commune de Thiaucourt prend le nom de Thiaucourt-Regniéville.

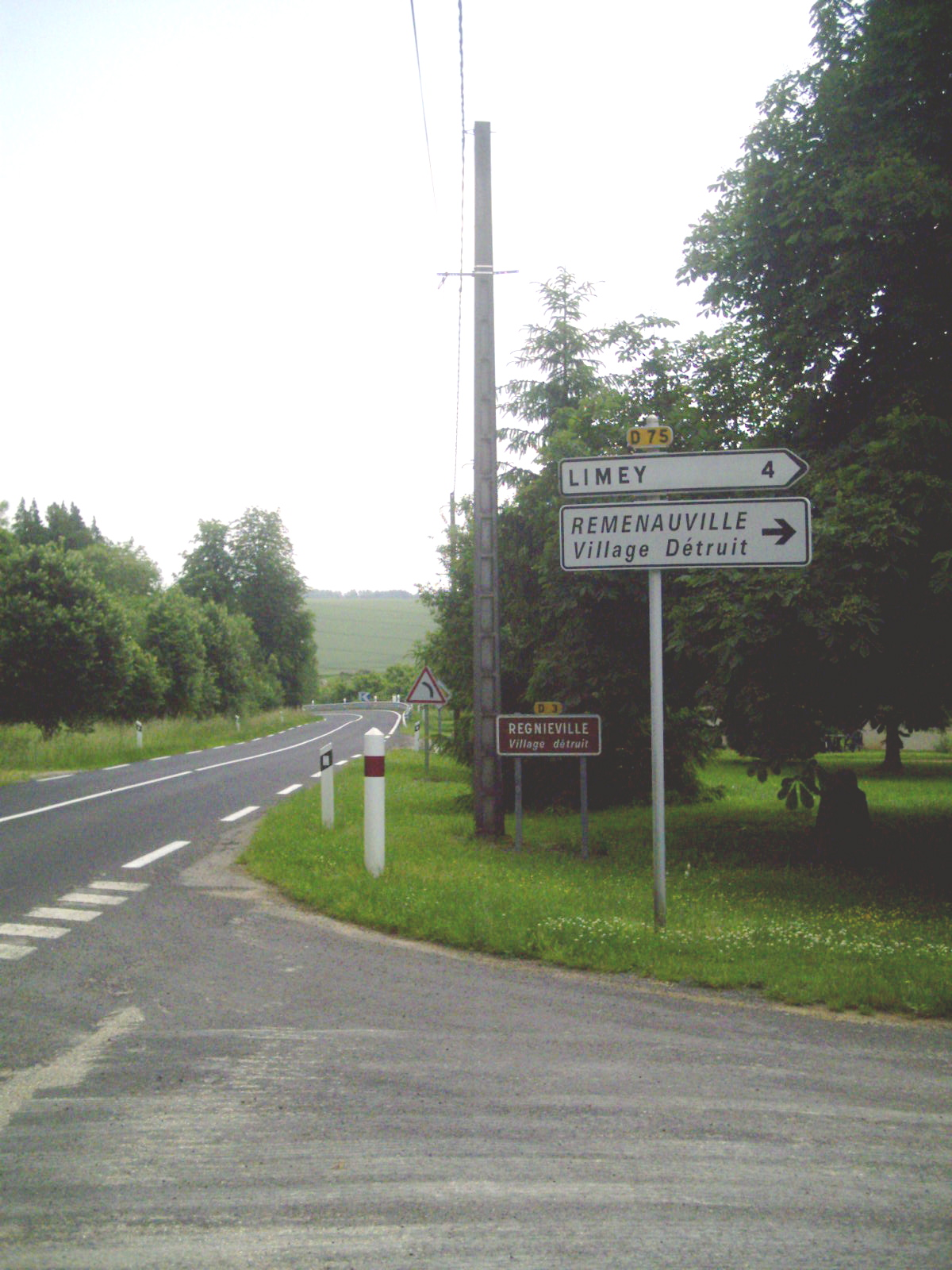
Emplacement de l'ancien village
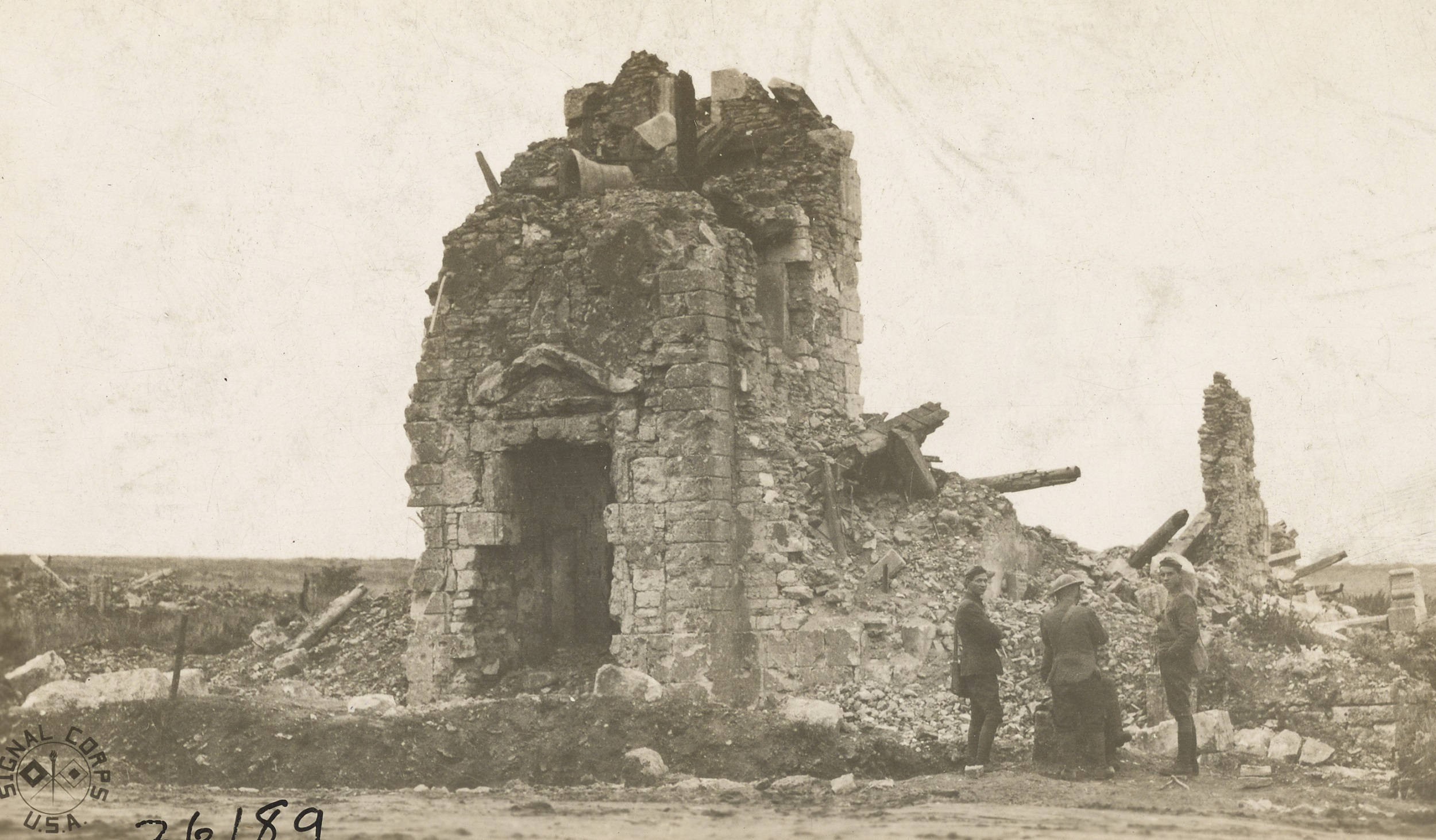
Ruine de l'église de Regniéville en octobre 1918.
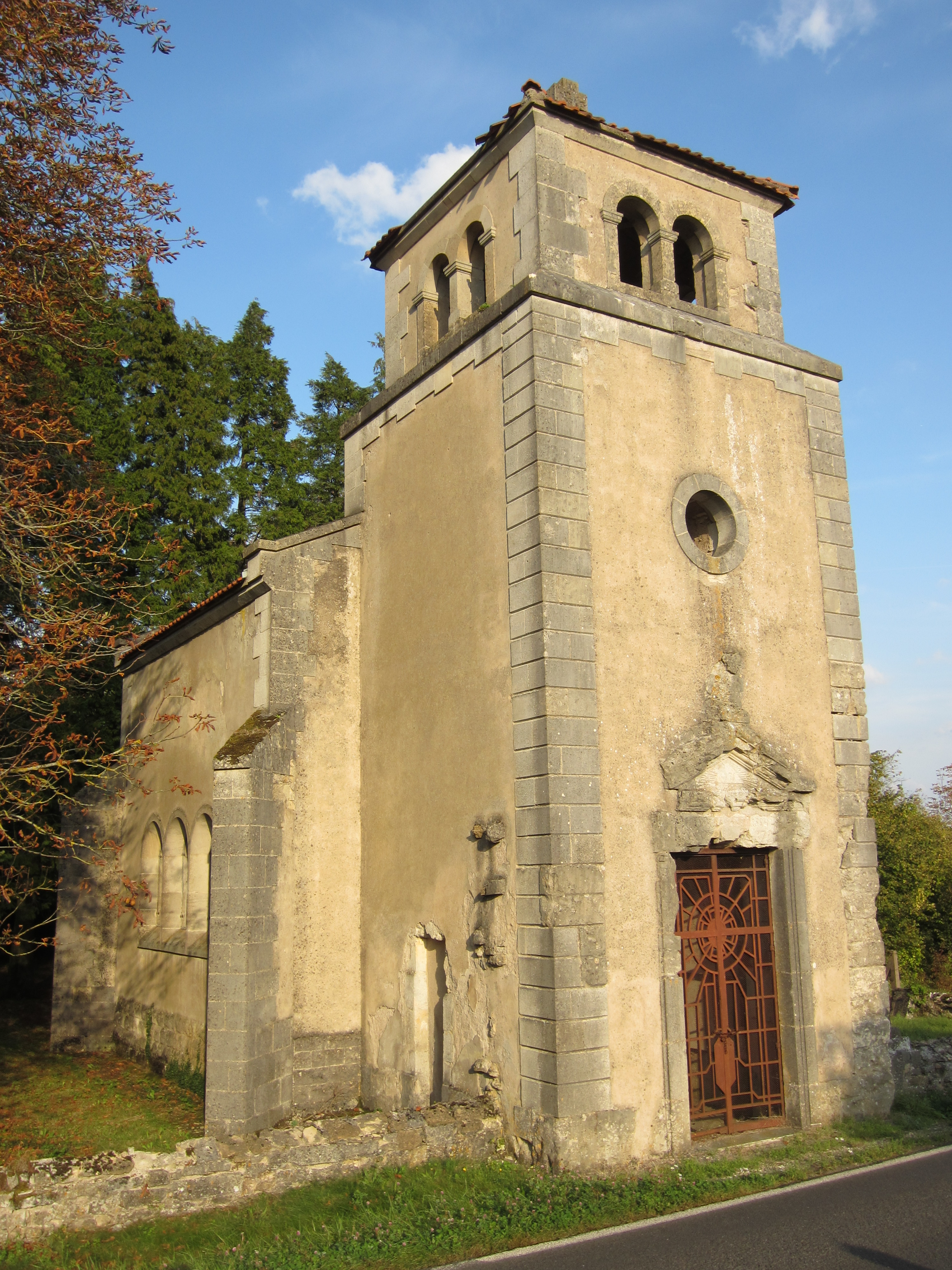
Chapelle de Regniéville.

## Démographie
| 1793 | 1841 | 1901 | 1911 | 1921 | 1926 | 1931 | 1936 | 2015 |
| ---- | ---- | ---- | ---- | ---- | ---- | ---- | ---- | ---- |
| 188  | 338  | 212  | 151  | 0    | 0    | 17   | 11   | 6    |

## Personnalités
- Ernst Jünger qui relate dans son ouvrage Orages d'acier  le coup de main qu'il effectue sur le village le 23 septembre 1917.